# Ōshikōchi Mitsune
Ōshikōchi Mitsune (凡河内躬恒?) (898–922) fue un administrador y poeta waka de la corte japonesa de principios del período Heian, y miembro designado de los Treinta y seis poetas inmortales. Fue enviado como gobernador de las provincias de Kai, Izumi y Awaji, y en su regreso a Kioto se le pidió que participara en la compilación del Kokin Wakashū. Fue un maestro de la métrica poética y sus poemas acompañados por imágenes eran ampliamente admirados por su calidad. Su influencia durante la época fue comparada con la de Ki no Tsurayuki, y poseía un número inusualmente largo de poemas (193), incluyendo su colección oficial de poesía.

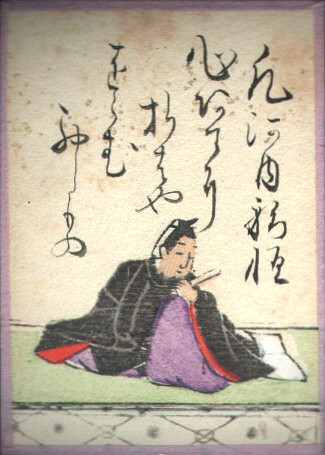
Ōshikōchi Mitsune, del Ogura Hyakunin Isshu.

Es conocido por muchos japoneses hoy día por su poema incluido en la famosa antología Hyakunin Isshu.